# Zasullea, Nedrîhailiv
Zasullea (în ucraineană Засулля) este localitatea de reședință a comunei Zasullea din raionul Nedrîhailiv, regiunea Sumî, Ucraina.

## Demografie
Componența lingvistică a localității Zasullea
     Ucraineană (98,5%)
     Alte limbi (1,09%)
Conform recensământului din 2001, majoritatea populației localității Zasullea era vorbitoare de ucraineană (98,5%), existând în minoritate și vorbitori de alte limbi.